# Friedrich Siegmund von Bredow
Friedrich Siegmund von Bredow (* 5. Mai 1683 Gut Falkenburg bei Beeskow; † 15. Juni 1759 in Frankfurt an der Oder) war preußischer General der Kavallerie. Er war Ritter des Schwarzen Adlerordens und Mitglied des Johanniterordens ferner Erbherr der Güter Sommerfelde, Baudach, Gablenz, Grabkow und Duberow.

## Leben

### Herkunft
Friedrich Siegmund war Angehöriger des märkischen Adelsgeschlechts von Bredow. Seine Eltern waren Siegmund Gottfried von Bredow (1649–1721) und Barbara Christina von Pannewitz (* um 1653). General Carl Wilhelm von Bredow (1682–1761) war sein Bruder.

### Militärkarriere
Im Jahre 1696 kam er als Page an den Hof des Kurfürsten Friedrich III. in Berlin, wo er bald zum Kammerjunker aufstieg. Unter König Friedrich Wilhelm wurde er Hauptmann im Dragoner-Regiment Derflinger. Am 20. Januar 1714 wurde er zum Major befördert und nahm am Pommernfeldzug teil. Am 13. September 1721 wurde er Oberst und übernahm 1729 das Dragoner-Regiment Nr. 6 (Cossell). Am 20. September 1731 wurde er Ritter des Johanniterordens. Am 28. Juli 1733 erhielt er das Kürassier-Regiment Nr. 7 und wurde am 23. Mai 1737 zum Generalmajor ernannt. Im Ersten Schlesischen Krieg kämpfte er in der Schlacht bei Mollwitz. In der Schlacht bei Chotusitz befehligte er die Reiterei des linken Flügels im ersten Treffen und konnte sich dort auszeichnen. Dafür wurde er von König Friedrich II. noch auf dem Schlachtfeld zum Generalleutnant erhoben (Patent vom 22. Mai 1742) und mit dem Schwarzen Adlerorden ausgezeichnet.
1744 war er an der Belagerung von Prag beteiligt. 1745 befehligte er in der Schlacht bei Hohenfriedberg die Kavallerie des linken Flügels. Am 25. Mai 1747 wurde er Kommandeur der gesamten preußischen Kavallerie.
1755 bat er um seine Entlassung, was auch gewährt wurde, zudem bekam er eine Gnadengehalt von 2000 Talern.

## Familie
Er war zweimal verheiratet. Seine erste Frau war seit 1715 Anna Elisabeth von Kottwitz. Nach ihrem Tod heiratete er 1738 Emerentia Sophia von Beerfelde. Sie war die Tochter des Hofrats Adolf Friedrich von Beerfelde. Beide Ehen blieben kinderlos. Seine zweite Ehefrau stiftete nach dem Genealogischen Handbuch des Adels anschließend für ihre Familie für den im Landkreis Crossen befindlichen Besitz Sommerfeld einen Familienfideikommiss.